# Сінаспізмос

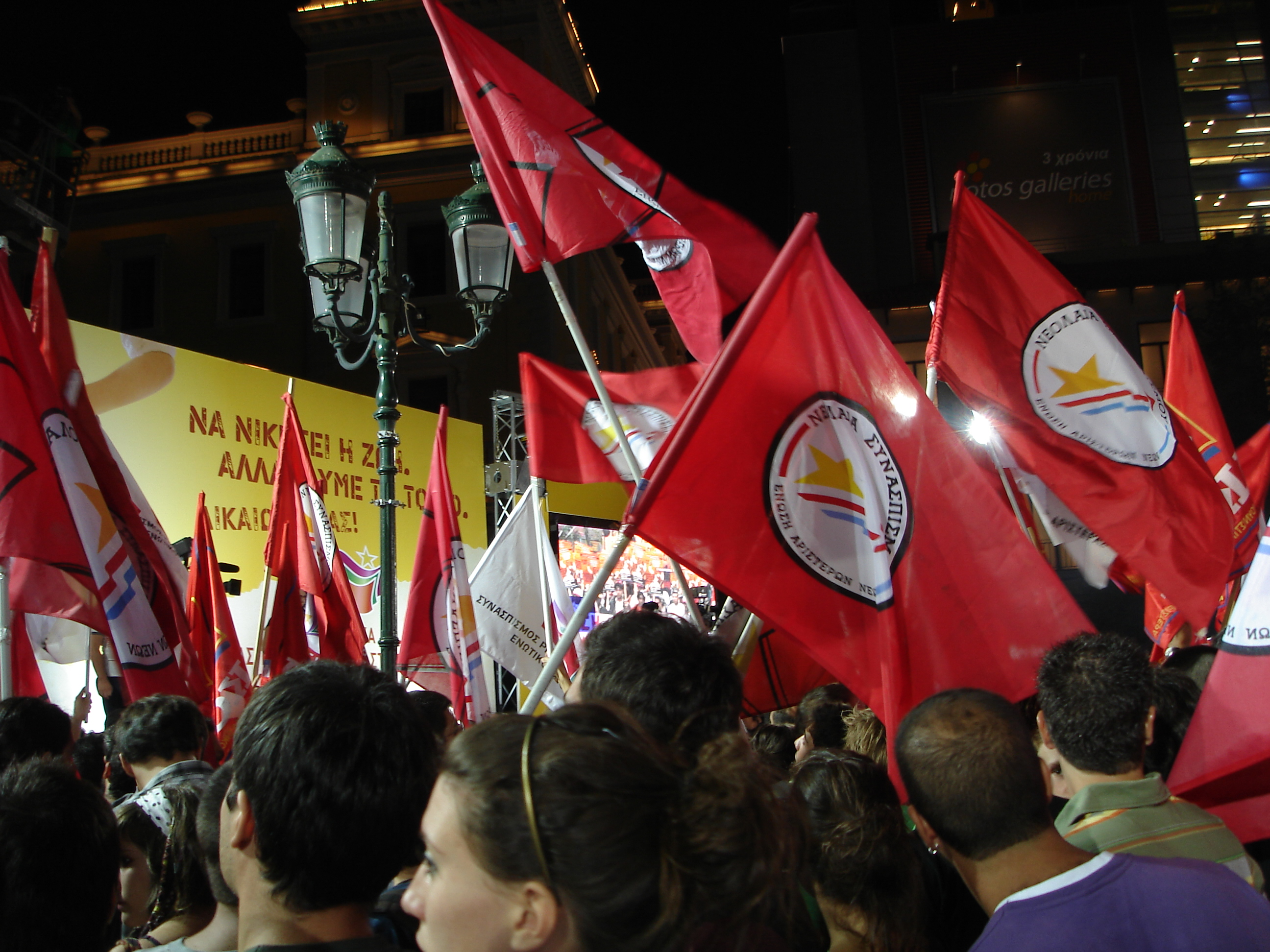
Молодь — прибічники Сінаспізмос на демонстрації СІРІЗА. 2007

Коаліція лівих та екологічних рухів (грец. Συνασπισμός της Αριστεράς των Κινημάτων και της Οικολογίας, Сінаспізмос тіс Арістерас тон Кініматон каї тіс Ойкологіас), скорочено відома як Сінаспізмос (Συνασπισμός) або СІН (ΣΥΝ), — радикальна соціалістична партія нових лівих у Греції. Перетворена на партію з електорального альянсу 1991 року, до 2003 мала назву Коаліція лівих і прогресу (грец. Συνασπισμός της Αριστεράς και της Προόδου). Сінаспізмос є найбільшою партією та ядром Коаліції радикальних лівих (СІРІЗА).

## Історія
Сучасна партія Сінаспізмос є наступницею виборчої коаліції двох найбільших грецьких комуністичних партій, що існували у 1980-х роках, — прорадянської Комуністичної партії (КПГ, грец. KKE) та єврокомуністичних «Грецьких лівих», що утворилась після розколу КПГ 1986 року. Розпад СРСР та участь компартій в коаліції з консервативною партією «Нова демократія» спричинили суперечності в середовищі грецької лівиці, що посідала помітне місце в політичному житті країни. Сталіністська більшість у КПГ звинуватила своїх опонентів усередині партії в «ревізіонізмі» та прагненні «розчинити партію в Сінаспізмос», після чого виключила прибічників «жорсткої лінії» з партії (включаючи 45% членів ЦК й генерального секретаря Григоріоса Фаракоса) та залишила електоральну коаліцію.
Події підштовхнули виключених з КПГ й решту партій коаліції до переформатування Сінаспізмос на єдину політичну партію (1991). На парламентських виборах 1993 року СІН не вистачило 2 000 голосів до 3%-го бар'єру, необхідного для входження до грецького Парламенту. Однак, наступного року, на виборах до Європарламенту Сінаспізмос сягнув піку електоральної підтримки — 6,26% голосів виборців.
На парламентських виборах 2000 року до СІН приєднались «Оновлена комуністична екологічна лівиця» (AKOA), правонаступниця тієї частини єврокомуністичної КПГ, яка не увійшла до складу Сінаспізмос під час заснування останньої, та невеличка група екологістів. Після виборів кілька членів Національного комітету, які виступили за зближення з соціал-демократичною ПАСОК, висунули партійній більшості звинувачення в «некомуністичному повороті» та сформували недовговічну партію AEKA.
2001 року сформувався «Простір для діалогу за єдність і спільні дії лівих» (Χώρος Διαλόγου για την Ενότητα και Κοινή Δράση της Αριστεράς). «Простір» об'єднав різні ліві організації, які мали, незважаючи на історичні й ідеологічні розбіжності, єдині погляди з низки питань, актуальних для Греції кінця 1990-х років: несприйняття приватизації соціальної галузі та націоналізованих підприємств, захист соціальних і трудових прав, засудження Косовської війни тощо. В межах «Простору» склався єдиний фронт організацій, що співпрацювали в боротьбі проти неоліберальних реформ пенсійної галузі та соціального страхування, протистоянні новим «антитерористичним» законам, а також у підготовці грецької делегації альтерглобалістів до участі в міжнародних протестах проти саміту «Великої вісімки» в Генуї.
Результатом об'єднувальних процесів стало формування до січня 2004 року єдиної політичної платформи, що стала базою для Коаліції радикальних лівих (СІРІЗА), до складу якої ввійшли:
- Сінаспізмос (СІН);
- Оновлена комуністична екологічна лівиця (AKOA);
- Рух за єдність дій лівих (ΚΕΔΑ);
- Інтернаціоналістська робітнича ліва (ΔΕΑ);
- «Активні громадяни» Маноліса Глезоса;
- Незалежні ліві активісти.

За результатами парламентських виборів 2004 року до парламенту пройшли шість представників СІРІЗА, всі з яких були членами Сінаспізмос. Менші партії безуспішно вимагали поступитись одним із депутатських місць Яннісу Баніасу з Оновленої комуністичної екологічної лівиці, що стало причиною зростання суперечностей всередині Коаліції. В результаті, за три місяці після парламентських виборів Сінаспізмос пішов на вибори до Європарламенту незалежно, а частина його партнерів за СІРІЗА підтримали феміністський список «Жінки за іншу Європу» (Γυναίκες για μια άλλη Ευρώπη).
Край кризі Коаліції радикальних лівих поклав IV з'їзд Сінаспізмос, що відбувся у грудні 2004. На ньому переважна більшість делегатів підтримала відродження Коаліції. Новим головою партії замість Нікоса Констатопулоса (2010 року очолив футбольний клуб «Панатінаїкос») був обраний активний прибічник широкого ліворадикального об'єднання Алекос Алаванос. Останній рекомендував як кандидата в мери Афін 30-річного Алексіса Ціпраса, представника нового покоління грецьких політиків.
22 червня 2007 року Сінаспізмос та менші партії-учасниці СІРІЗА підписали спільну Декларацію Коаліції радикальних лівих, де окреслили основи їх політичного союзу та його передвиборчу програму. Склад Коаліції розширився: у червні до неї приєднались маоїсти з Комуністичної організації Греції, а в серпні — енвайроменталісти з Екологічної дії та демократичні соціалісти з Демократичного соціального руху (ДІККІ). В червні 2008 до СІРІЗА приєдналась місцева секція КРІ — «Ксекініма — Соціалістична інтернаціоналістська організація».
Після того, як 27 листопада 2007 року Алаванос оголосив, що через проблеми зі здоров'ям не буде висувати сою кандидатуру на пост голови Сінаспізмос на черговий термін, на його місце на V з'їзді партії 10 лютого 2008 року був обраний Алексіс Ціпрас. Алаванос очолив парламентську фракцію СІРІЗА, а Ціпрас залишився в муніципалітеті Афін.
У грудні 2008 року Сінаспізмос і СІРІЗА брали участь у молодіжних акціях протесту, що почались після убивства поліцією 15-річного Александроса Григоропулоса, а у 2009–2010 роках — у загальнонаціональному страйку та демонстраціях протесту проти антисоціальних заходів уряду.

## Платформи
Сінаспізмос, як і створена за його участі Коаліція радикальних лівих, прагне зберегти демократизм і «зонтичну структуру», об'єднуючи людей із різним минулим, що відрізняються світоглядними й теоретичними поглядами. Члени СІН можуть формувати внутрішньопартійні «тенденції» (платформи) за ідеологічною ознакою. Платформи проводять відкриті дискусії та публікують свої видання, проте не мають права протидіяти реалізації рішень, ухвалених більшістю партії. Важливість платформ виявляється на з'їздах, де вони презентують своє бачення партійної стратегії та власний список кандидатів до Національного комітету.
До Сінаспізмос входять такі платформи:
- «Ініціатива за переформатування лівих» (марксисти-євроскептики, прибічники співробітництва з Комуністичною партією) — посідає в партії ліві позиції;
- «Червоно-зелена мережа» (марксисти-екосоціалісти, прибічники залучення ліворадикальних активістів ззовні СІРІЗА) — ліва;
- «Ліва тенденція» (неомарксисти, зокрема, прибічники структуралістського марксизму) — лівоцентристська;
- «Крило оновлення» («Ананеотики»; радикальні соціал-демократи, прибічники співпраці зі Всегрецьким соціалістичним рухом) — права.

З 2004 року «Ліва тенденція», «Ініціатива» та «Червоно-зелена мережа» об'єднані в так звану «Ліву більшість», яка в цілому визначає напрямок розвитку партії.

## Міжнародні зв'язки

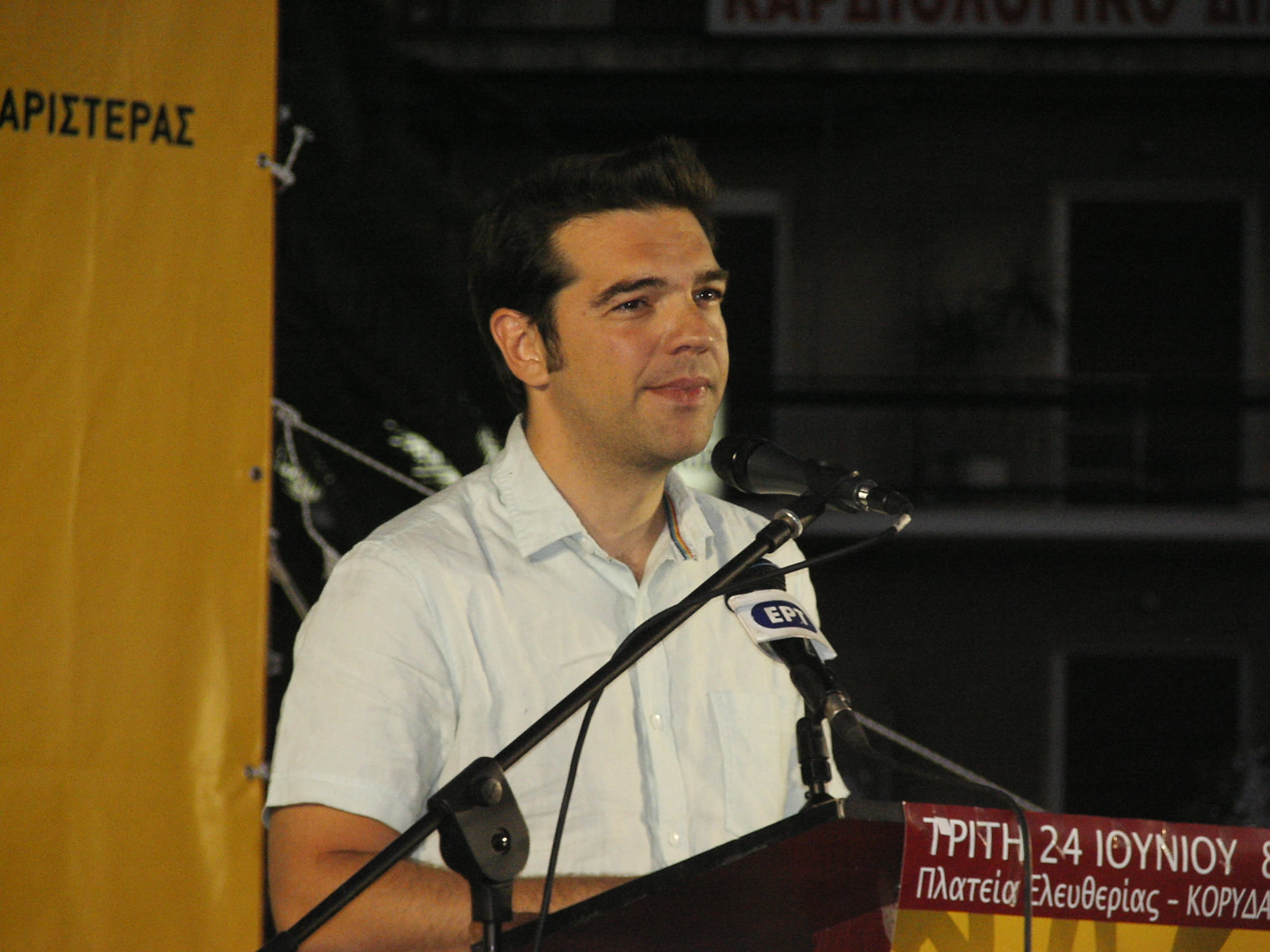
Алексіс Ціпрас

Як партія Сінаспізмос представлений в Парламенті Греції (з 1996 року) та Європарламенті (з 1994 року). З 1996 і до підйому ультраправого Народного православного заклику на виборах 2009 року Сінаспізмос був четвертою партією в грецькому Парламенті. За рівнем представництва на місцевому рівні партія залишається третьою в країні.
На європейському рівні партія є учасницею Партії європейських лівих. Більше того, 29-30 жовтня 2005 року Сінаспізмос приймав у себе I з'їзд європейських лівих, на якому було прийнято Афінську декларацію європейських лівих, що стала маніфестом ПЄЛ. У Європарламенті Сінаспізмос входить до групи «Європейські об'єднані ліві/Ліво-зелені північних країн» (у 1999–2004 роках поряд із ним Грецію у фракції європейських лівих представляв Демократичний соціальний рух).
Сінаспізмос став організатором Грецького соціального форуму, що існує з 2002 року, та IV Європейського соціального форуму, що відбувся у травні 2006 в Афінах.
Сінаспізмос підтримує зв'язки з багатьма лівими рухами, включаючи партнерів за Партією європейських лівих, німецьких Лівих, турецьку Партію свободи й солідарності, португальський Лівий блок, французьку Нову антикапіталістичну партію, Єдину соціалістичну партію Венесуели й Комуністичну партію Куби.

## Заклади та ЗМІ
Сінаспізмос пов'язаний із такими установами та ЗМІ:
- Інститут політичних досліджень Нікоса Пуланзаса;
- Архів сучасної соціальної історії (ΑΣKI);
- Щоденна газета «Авгі» («ΑΥΓΗ», «Світанок»);
- Афінська радіостанція «105.5 FM — Στο Κóκκινο» («У червоному»).

## Керівники
- Електоральна коаліція:
  - 1989–1991: голова Харілаос Флоракіс, секретар Леонідас Кіркос
  - 1991: голова Марія Даманакі, секретар Фотіс Кувеліс

- Партія:
  - 1991–1993: голова Марія Даманакі, секретар відсутній
  - 1993–2004: голова Нікос Константопулос, секретар відсутній
  - 2004–2008: голова Алекос Алаванос, секретар Нікос Хунтіс
  - з 2008: голова Алексіс Ціпрас, секретар Дімітріс Віцас (з липня 2009)

## Участь у виборах
| 1993 | Парламент              | 202 887 | 2,94 | 0  |
| 1994 | Європейський парламент | 408 066 | 6,26 | 2  |
| 1996 | Парламент              | 347 051 | 5,12 | 10 |
| 1999 | Європейський парламент | 331 928 | 5,16 | 2  |
| 2000 | Парламент              | 219 880 | 3,20 | 6  |
| 2004 | Парламент              | 241 539 | 3,30 | 6  |
| 2004 | Європейський парламент | 254 447 | 4,16 | 1  |
| 2007 | Парламент              | 361 059 | 5,04 | 14 |
| 2009 | Європейський парламент | 240 930 | 4,70 | 1  |
| 2009 | Парламент              | 315 627 | 4,60 | 13 |